# Arena Porte de la Chapelle
De Arena Porte de la Chapelle (omwille van sponsornaamrechten ook de Adidas Arena) is een multifunctioneel en modulair Frans stadion in het quartier La Chapelle in het 18e arrondissement van Parijs, en is ontworpen door de architectenbureaus SCAU architecture & NP2F. De zaal, ingehuldigd op 11 februari 2024, heeft een capaciteit van 8.000 zitplaatsen voor sportevenementen en 8.500 zitplaatsen voor concerten en shows. Het is de thuisbasis van Paris Basketball, en van Paris Saint-Germain Handball bij de grotere affiches zoals de EHF-wedstrijden.
De grote polyvalente zaal heeft een oppervlakte van 20.000 m². Daarnaast bevinden zich in het complex twee gymzalen genoemd naar Alice Coachman en Aimée Lallement voor lokale clubs en bewoners. De stoelen in de tribunes van het stadion werden geproduceerd van gerecycled plastic afval door afvalverwerker Le Pavé.
Oorspronkelijk was gepland om de worstelevenementen en de voorrondes van het basketbaltoernooi voor mannen van de Olympische Zomerspelen van 2024 in het nieuwe stadion te organiseren, om vervolgens het tafeltennistoernooi op de Paralympische Zomerspelen te hosten. Na herschikking van de accommodaties over de verschillende disciplines worden in de Arena Porte de la Chapelle de Olympische badminton- en ritmische gymnastiekevenementen gehouden, gevolgd door parabadminton en bankdrukken op de XVIIe Paralympische Zomerspelen.
De eerste wedstrijd op 11 februari 2024 in het stadion was de basketmatch in de Betclic Élite tussen Paris Basketball en Saint-Quentin Basket-Ball, gewonnen met 87-65 door Parijs.
Het stadion ligt direct aan de Porte de la Chapelle, ten noordoosten van het kruispunt en direct aan het knooppunt van de A1 en de Boulevard Périphérique en wordt met het openbaar vervoer ontsloten door het metrostation Porte de la Chapelle bediend door lijn 12 en lijn 3b van de Metro van Parijs en tramlijn T3b.
Het plein voor het stadion kreeg de naam Esplanade Alice-Milliat in erkenning voor Alice Milliat, een activiste voor vrouwensport. Deze Franse zwemster, hockeyspeelster en roeister, die in 1957 stierf, had gevochten voor de erkenning van de vrouwensport op de Olympische Spelen: zo had ze in 1922 de Wereldspelen voor vrouwen in Parijs georganiseerd, toen Pierre de Coubertin in 1919 weigerde bepaalde disciplines open te stellen voor vrouwen.
- MusicBrainz: 37b8c414-0eb8-4d12-8847-424afd903011